# قاسم هاشم
قاسم هاشم، سياسي ونائب في المجلس النيابي اللبناني. من مواليد بلدة شبعا في جنوب لبنان في العام 1960 ميلادي، وهو طبيب أسنان خريج جامعة دمشق. متأهل من الدكتورة رمزة السبع أعين.

## في السياسة والنيابة
- أمين فرع حزب البعث العربي الاشتراكي في البقاع الغربي والأوسط في لبنان.
- انتخب نائبا في دورة العام 2000 عن دائرة محافظة الجنوب، وفي العام 2005 فاز بالتزكية عن دائرة مرجعيون ـ حاصبيا عن المقعد السنيّ، وأعيد انتخابه في الأعوام 2009 و2018 و2022 عن نفس المقعد النيابي.[1]